# تامي شنايدر
تامي شنايدر هي لاعبة كرلنغ كندية، ولدت في 2 نوفمبر 1982 في ريجاينا في كندا.

## وصلات خارجية
- تامي شنايدر على موقع الاتحاد الدولي للكرلنغ (الإنجليزية)